# Dipturus doutrei
Dipturus doutrei är en rockeart som först beskrevs av Jean Cadenat 1960.  Dipturus doutrei ingår i släktet Dipturus och familjen egentliga rockor. IUCN kategoriserar arten globalt som otillräckligt studerad. Inga underarter finns listade i Catalogue of Life.